# Ischyroplectron isolatum
Ischyroplectron isolatum är en insektsart som först beskrevs av Frederick Wollaston Hutton 1895.  Ischyroplectron isolatum ingår i släktet Ischyroplectron och familjen grottvårtbitare. Inga underarter finns listade i Catalogue of Life.